# Pachamama speciosa
Pachamama speciosa är en stekelart som beskrevs av Richard Owen och Pinto 2004. Pachamama speciosa ingår i släktet Pachamama och familjen hårstrimsteklar.
Artens utbredningsområde är:
- Costa Rica.
- Ecuador.
- Honduras.

Inga underarter finns listade i Catalogue of Life.